# SUSPENCE 〜Pink Lady Again
『SUSPENCE 〜Pink Lady Again』（サスペンス　ピンク・レディー・アゲイン）はピンク・レディーのオリジナルとしては通算6枚目となるアルバム。1984年6月21日にVAPより発売された。

## 概要
ピンク・レディーが1984年に初めて再結成し、発表されたアルバム。本作と同日発売となった再結成時のシングル「不思議LOVE」とそのB面「悲しみのシルエット」も収録されている。
再結成時、"FOREVER PINK LADY ピンク・レディー・アゲイン" と称して渋谷公会堂にてコンサートが行われ、このアルバム収録曲も歌唱された。
1990年12月21日に初めてCD化され、1995年にはQ盤と呼ばれる廉価CDアルバムシリーズの1枚として再リリースされた。

## 収録曲

### LP／CT
| 全編曲: 松下誠。 |                        |           |                |       |
| #                | タイトル               | 作詞      | 作曲           | 時間  |
| 1.               | 「今夜はLONELY」       | 森浩美    | 鈴木キサブロー | 3:11  |
| 2.               | 「不思議LOVE」         | 都志見隆  | 都志見隆       | 4:23  |
| 3.               | 「アフリカに行きたい」 | 岩里祐穂  | 岩里未央       | 3:32  |
| 4.               | 「罪な夏」             | 森雪之丞  | 木森敏之       | 3:41  |
| 5.               | 「WITH」               | 売野雅勇  | 松田良         | 5:11  |
| 合計時間:        | 合計時間:              | 合計時間: | 合計時間:      | 19:58 |

| 全編曲: 松下誠。 |                          |           |                |       |
| #                | タイトル                 | 作詞      | 作曲           | 時間  |
| 1.               | 「DARLING」              | 福永史    | 上田正樹       | 3:39  |
| 2.               | 「ガラスのエレベーター」 | 売野雅勇  | 松田良         | 3:14  |
| 3.               | 「黄昏てモダン・ガール」 | 森雪之丞  | 松下誠         | 3:37  |
| 4.               | 「SUSPENSORY愛して」     | 森浩美    | 梅垣達志       | 3:38  |
| 5.               | 「悲しみのシルエット」   | 松本一起  | 鈴木キサブロー | 3:51  |
| 合計時間:        | 合計時間:                | 合計時間: | 合計時間:      | 17:59 |

### CD
| 全編曲: 松下誠。 |                          |           |                |       |
| #                | タイトル                 | 作詞      | 作曲           | 時間  |
| 1.               | 「今夜はLONELY」         | 森浩美    | 鈴木キサブロー | 3:11  |
| 2.               | 「不思議LOVE」           | 都志見隆  | 都志見隆       | 4:23  |
| 3.               | 「アフリカに行きたい」   | 岩里祐穂  | 岩里未央       | 3:32  |
| 4.               | 「罪な夏」               | 森雪之丞  | 木森敏之       | 3:41  |
| 5.               | 「WITH」                 | 売野雅勇  | 松田良         | 5:11  |
| 6.               | 「DARLING」              | 福永史    | 上田正樹       | 3:39  |
| 7.               | 「ガラスのエレベーター」 | 売野雅勇  | 松田良         | 3:14  |
| 8.               | 「黄昏てモダン・ガール」 | 森雪之丞  | 松下誠         | 3:37  |
| 9.               | 「SUSPENSORY愛して」     | 森浩美    | 梅垣達志       | 3:38  |
| 10.              | 「悲しみのシルエット」   | 松本一起  | 鈴木キサブロー | 3:51  |
| 合計時間:        | 合計時間:                | 合計時間: | 合計時間:      | 37:57 |